# 鄒靖
鄒 靖（すう せい、生没年不詳）は、中国後漢末期の武将。

## 生涯
黄巾賊が蜂起すると、挙兵した劉備とその仲間である関羽・張飛・簡雍・田豫らを従軍させて討伐にあたった（『三国志』蜀志先主伝）。
中平二年（185年）、皇甫嵩が韓遂・辺章の乱を討伐すべく、烏桓兵三千人の増援を要請した時、北軍中候であった鄒靖は「烏桓兵は弱いので鮮卑兵を採用すべきだ」と意見した。しかし、応劭が「鮮卑兵は戦地で略奪を働くであろう」と反対したため、鄒靖の意見は斥けられた。この時、鄒靖に同調した大将軍掾の韓卓の言によると、鄒靖は辺境近くで暮らしていて異民族たちの実態をよく知っていたという（『後漢書』応劭伝）。
中平五年（188年）の9月、公孫瓚は張純の乱に対応した。破虜校尉であった鄒靖は公孫瓚とともに胡族を追撃し、鄒靖は包囲されてしまった。これを公孫瓚に助けられている。

## 三国志演義
小説『三国志演義』では、黄巾が幽州に押し寄せた時、幽州太守の劉焉に「賊は多く、我軍は手薄です。火急に兵を集め、備えるのが上策です」と述べ、義勇兵募集の高札を立てている。これに劉備が義勇兵を募り登場し、ともに黄巾を討伐する事になっている。青州太守龔景の援軍に向かい、青州黄巾を討伐した後、盧植の下に赴く劉備と別れ、引き揚げている。史実では幽州太守という役職は存在しない上、劉焉も幽州に赴任した事は無い。